# Chen Yuanyuan
Chen Yuanyuan (förenklad kinesiska: 陈圆圆, traditionell kinesiska: 陳圓圓), född 1625, död 1681, var en kinesisk yiji, skådespelare och operasångerska.
Chen Yuanyuan tillhörde en fattig familj och blev yiji i Suzhou efter sin fars död. Området var känt för sina yiji, och hon tillhörde en av de mest berömda vid sidan av Dong Xiaowan, Li Xiangjun och Bian Yujing. Chen Yuanyuan var särskilt känd för sin talang inom sång och skådespel, och hon deltog ofta som skådespelare och sångare i traktens operaföreställningar. 
1640 utsattes hon för ett kidnappningsförsök av Tian Hungyu, far till kejsarens favoritkonkubin Tian. Hon bad då Mao Xiang, känd som en av "De fyra unga mästarna" och för att samla ett stall av yiji som konkubiner i syfte att låta dem fokusera på sina konstnärstalanger, att gifta sig med henne. Han avböjde, och 1642 köptes Chen Yuanyuan av Tianfamiljen. Efter ett misslyckat räddningsförsök av hennes beundrare blev hon sångerska hos Tianfamiljen. 
Efter Tian Hungyus död 1643 köptes hon av militärbefälhavaren Wu Sangui. Under Li Zichengs uppror 1644 tillfångatogs Wu Sanguis far av Li Zicheng, som torterade honom tills han avslöjade var Chen Yuanyuan fanns. Hon kidnappades sedan av Li Zicheng, något som fick Wu Sangui att avböja en allians med Li Zicheng och i stället förena sig med manchuerna. När Li Zicheng hade besegrats, levde hon sedan i Wu Sanguis hushåll i Yunnan.
Chen Yuanyuan trivdes inte hos Wu Sangui och hans svartsjuka hustru, och begärde slutligen att få separera och gå i buddhistkloster. Wu Sangui lät då uppföra Anfu-trädgården åt henne i Yunnan, där hon bosatte sig och ägnade sig åt buddhismen. Hon gick dock aldrig in i något regelrätt buddhistkloster. Hon avrådde utan framgång Wu Sangui från att göra uppror 1673. När manchuerna intog Yunnan 1681, begick flera anhöriga till Wu Sangui självmord. Chen Yuanyuan ska ha varit en av dem. Enligt vissa legender ska hon ha svultit sig ihjäl, enligt andra dränkt sig i en liljedamm, men det troligaste är att hon hängde sig. 